# Eternidade (mitologia)

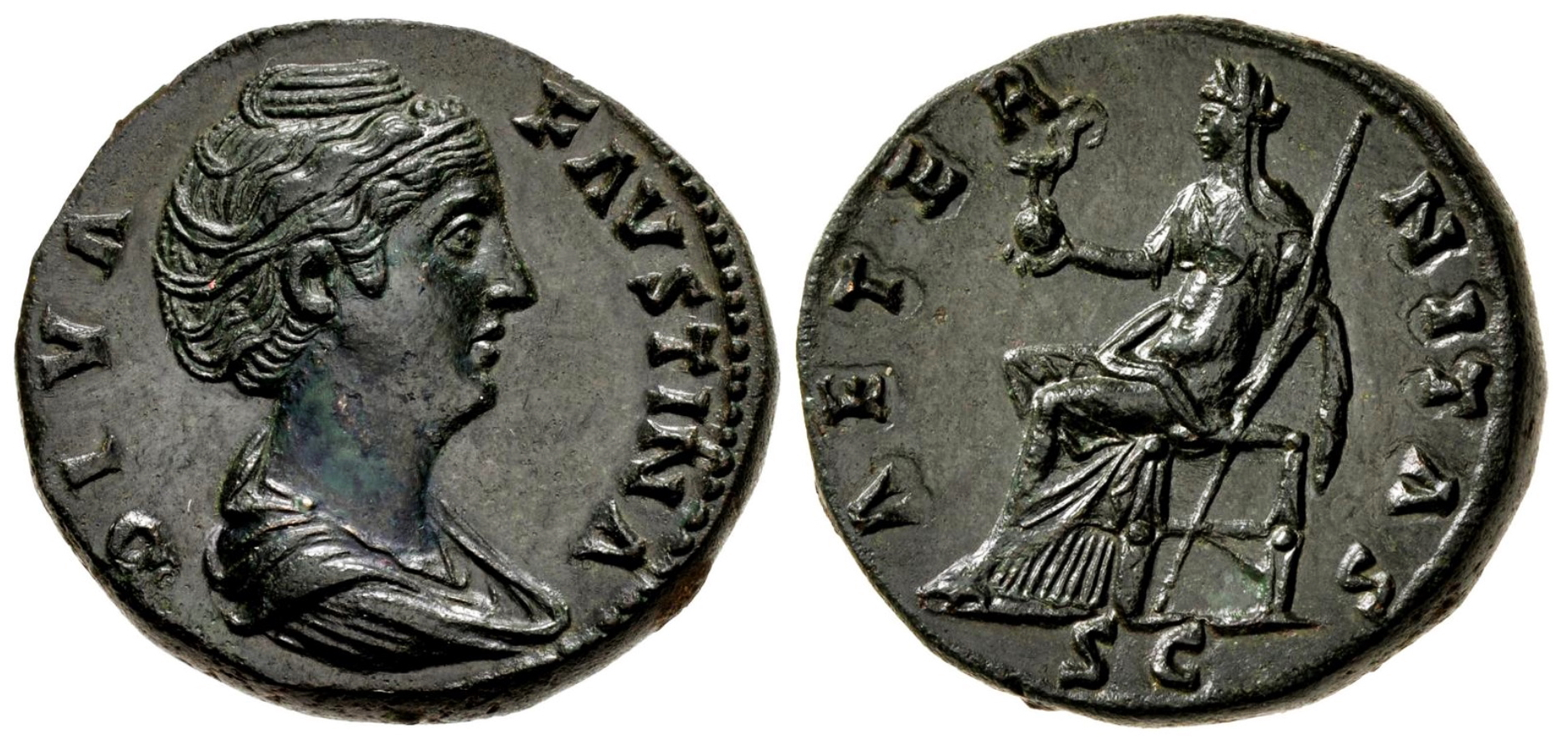
A Eternidade (a direita) em um Sestércio de Faustina Maior, circa 146-161 a.C.. Na moeda há a inscrição AETERNITAS, S C (Senatus Consulta) e, em exergo, a Eternidade drapeada, sentada no trono, virada à esquerda e segurando a fênix (nimbate) no globo na mão direita e um cetro na esquerda.

Eternidade (em latim: Aeternitas), na mitologia romana, era a personificação da eternidade. Essa deusa era simbolizada por uma fênix ou uma serpente que comia o próprio rabo, dobrando-se num círculo como um Ouroboros.[carece de fontes?]